# Stop (Lied)
Stop ist ein Titel der britischen Rockband Pink Floyd aus dem 1979 veröffentlichten Konzeptalbum The Wall.
Es wurde von Roger Waters komponiert und ist das kürzeste Musikstück der Band.

## Inhalt und Musik
Innerhalb des Albums The Wall, welches von der Lebensgeschichte des Protagonisten Pink handelt, der zu seinem Schutz vor emotionalen Einflüssen eine imaginäre Mauer errichtet, markiert Stop, dessen Aufruf bereits am Schluss von Waiting for the Worms zu hören war, eine Schlüsselstelle:
Pink wacht aus seinen durch Drogen hervorgerufenen Vorstellungen, ein faschistischer Diktator zu sein, auf und beginnt sich rational zu fragen, was die Mauer ihm gebracht hat und ob nicht er selbst für seine Probleme verantwortlich ist. Letztendlich führen diese Überlegungen zu dem auf Stop folgenden Stück The Trial in dem sich Pink selbst vor einem imaginären Gericht anklagt.
Wie die meisten anderen Stücke des Albums wurde auch Stop in den The Wall-Film aufgenommen. Dieser lässt das Lied in einem WC-Raum spielen. Pink hat sich auf einer Toilette verschanzt und spricht vollkommen niedergeschlagen den Text des Stücks, zusätzlich aber auch noch ein paar andere Verse aus damals noch unveröffentlichtem Material von Roger Waters. Die Zeilen "Do you remember me / How we used to be / Do you think we should be closer?" wurde zum Beispiel später in Your Possible Pasts auf dem Album The Final Cut veröffentlicht.
Als die Tür seiner "Zelle" geöffnet wird, beginnt das in Zeichentricksequenzen dargestellte The Trial.
Die Musik des Stückes ist, passend zur unsicheren Situation, die in dem Lied geschildert wird, sehr zurückhaltend und leise. Neben Roger Waters’ Gesang ist nur ein Piano zu hören; welches von Bob Ezrin gespielt wird. Die Musiker Pink Floyds spielen, wie in Outside the Wall, keine Instrumente.

## Veröffentlichung und Live-Auftritte

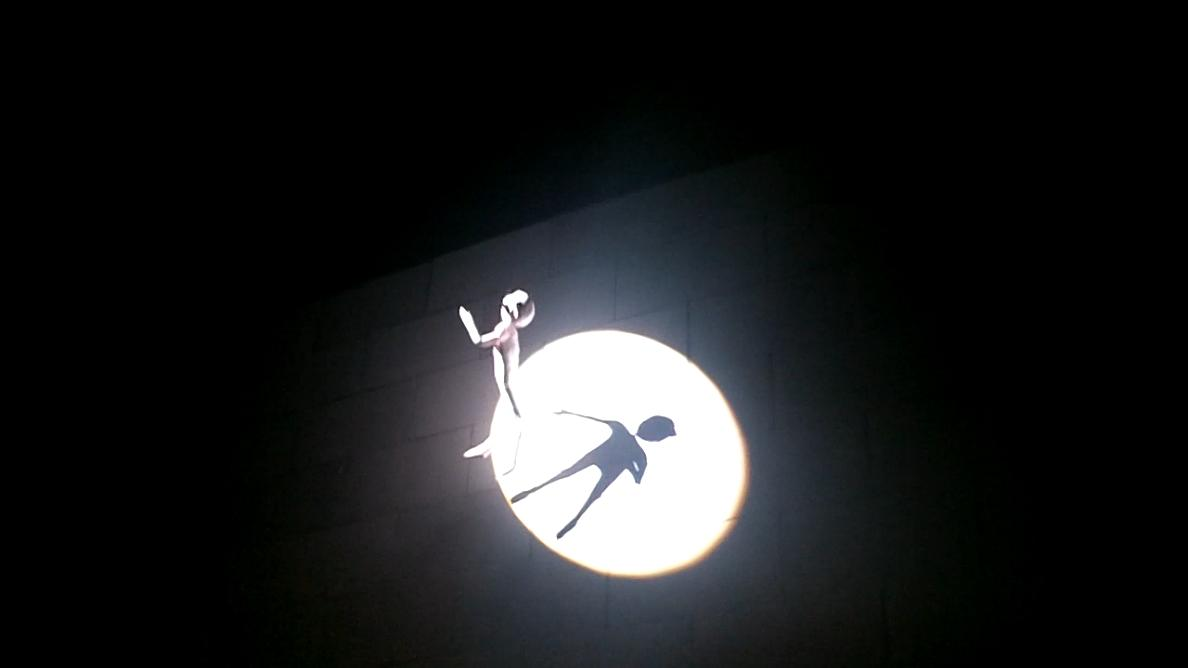
Die Pink-Puppe wird während der The Wall Live-Tour die Mauer hinabgestoßen

Stop wurde auf dem Album The Wall veröffentlicht, daneben ist es auch auf Roger Waters’ Soloalbum The Wall: Live in Berlin enthalten.
Von Pink Floyd wurde es ausschließlich auf der The Wall-Tour 1980/1981 gespielt, Roger Waters führte es nach seinem Ausstieg aus der Band 1990 während der The Wall-Show auf dem Berliner Potsdamer Platz auf und baute es auch in die The Wall Live-Tour 2010-2012 ein, auf der das gesamte Album gespielt wird.
Während des Live-Auftritts wird für gewöhnlich eine große Stoffpuppe, die Pink darstellt, auf die groß aufgebaute, zur Bühnenshow gehörende Mauer gesetzt. Nach Stop wird die Puppe auf die Bühne hinuntergeworfen, und The Trial beginnt.

## Besetzung
- Roger Waters – Gesang
- Bob Ezrin – Piano